# Heniocha dryops
Heniocha dryops är en fjärilsart som beskrevs av Alpheus Spring Packard 1914. Heniocha dryops ingår i släktet Heniocha och familjen påfågelsspinnare. Inga underarter finns listade i Catalogue of Life.